# (32034) Sophiakorner
(32034) Sophiakorner est un astéroïde de la ceinture principale.

## Description
(32034) Sophiakorner est un astéroïde de la ceinture principale. Il fut découvert le 5 mai 2000 à Socorro (Nouveau-Mexique) par le projet LINEAR. Il présente une orbite caractérisée par un demi-grand axe de 2,32 UA, une excentricité de 0,14 et une inclinaison de 5,1° par rapport à l'écliptique.

## Compléments